# Lethrinus reticulatus
Lethrinus reticulatus är en fiskart som beskrevs av Valenciennes, 1830. Lethrinus reticulatus ingår i släktet Lethrinus och familjen Lethrinidae. IUCN kategoriserar arten globalt som otillräckligt studerad. Inga underarter finns listade i Catalogue of Life.